# Гипротюменнефтегаз

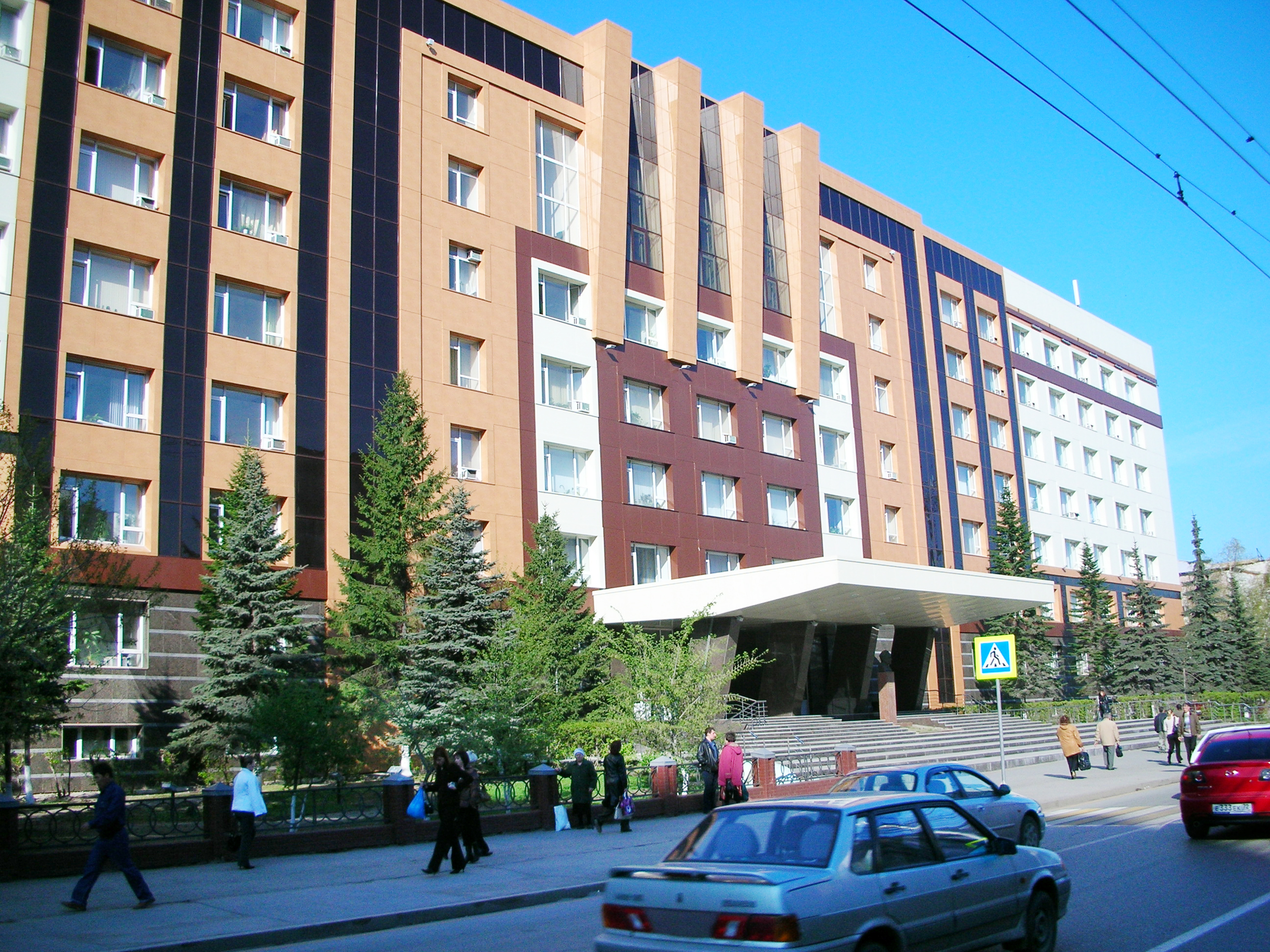
Фасад головного офиса ОАО «Гипротюменнефтегаз»

«Гипротюменнефтегаз» — российский проектный и научно-исследовательский институт, головное предприятие по проектированию обустройства и разработки месторождений Тюменской нефти. Основан 17 марта 1964 года как НИИ Министерства нефтяной промышленности СССР. Выполняет проектно-изыскательские работы для комплексного обустройства нефтяных и газовых месторождений. С 1 июня 2010 года входит в «Группу ГМС».
Является учредителем, членом СРО НП «Союзнефтегазпроект».

## Историческая справка
Институт основан в 1964 году в соответствии с постановлением Совета Министров СССР № 1208 от 4 декабря 1963 года «Об организации подготовительных работ по промышленному освоению открытых нефтяных и газовых месторождений и о дальнейшем развитии геологоразведочных работ в Тюменской области». Задуман как единый комплексный центр проектно-изыскательских и научно-исследовательских работ для решения проблем проектирования инфраструктуры нефтедобычи, которые возникали при освоении нового нефтедобывающего региона — Тюменской области, по образцу региональных институтов Поволжья.
Первые руководители и создатели института — Оник Арсеньевич Межлумов и Яков Михайлович Каган.
Являлся научно-техническим центром «Главтюменнефтегаза», созданным для разработки проектных решений по освоению нефтяных месторождений Западно-Сибирского региона, не имевшему аналогов в мировой практике ни по с срокам, ни по сложности обустройства в труднодоступных районах.
К 1970 году институт при численности 1500 человек получил статус генерального проектировщика МИНТОПЭНЕРГО по обустройству нефтяных месторождений Западной Сибири и головной организации отрасли по нефтепромысловому строительству в условиях болот и вечной мерзлоты, электроснабжению и электрооборудованию нефтепромыслов и автоматизированному проектированию обустройства нефтяных месторождений.
Министерство нефтяной промышленности приказом от 07.12.1977 г. № 653 присвоило институту имя организатора промышленного освоения Тюменской нефти В. И. Муравленко.
На пике роста института численность работников достигала шести тысяч человек (1985).
На основе подразделений и филиалов «Гипротюменнефтегаза» созданы все отраслевые нефтяные институты Тюменской Области — «СибНИИНП», «НижневартовскНИПИнефть», «СургутНИПИнефть», «ТомскНИПИнефть».
В 1994 году институт преобразован в публичное акционерное общество.
По проектам института обустроено более 200 (на 1 января 2008 года — 213) месторождений на территории Российской Федерации, в том числе Самотлорское, Федоровское, Мамонтовское, Приобское.
К 1998 году деятельность института была расширена за счет выхода на рынок проектирования обустройства газовых и газоконденсатных месторождений, магистральных нефтепроводов и газопроводов, оказания комплекса дополнительных инжиниринговых услуг.
Начиная с 2000 года Гипротюменнефтегаз проводит ежегодные, ставшие уже международными, конференции по информационным технологиям в проектировании. Является одним из организаторов Тюменского нефтегазового форума.
На конец 2008 года институт являлся компанией с завершённым технологическим циклом, включающим изыскательский комплекс, проектное производство, конструкторский отдел, службы авторского и технического надзора, научные подразделения с современной лабораторной базой.
Некоторые значимые проекты последних[каких?] лет:
- Обустройство Приобского месторождения;
- Обустройство Ново-Уренгойского месторождения;
- Обустройство Восточно-Уренгойского месторождения;
- Обустройство Западно-Салымского месторождения;
- Обустройство месторождений Уватской Группы (ТНК-УВАТ);
- Газопровод Находкинское месторождение — КС-2 Ямбургского месторождения (ДУ 1420 мм) с переходом через Тазовскую губу.

## Специализация
Специализацией института является выполнение проектно-изыскательских работ для строительства в условиях высокой заболоченности и распространения вечно-мерзлых грунтов. География выполнения работ — преимущественно Российская Федерация.
Основные заказчики — «Газпром нефть», ТНК-ВР, «Роснефть», «НОВАТЭК», «РИТЭК».